# Cavenago d’Adda
Cavenago d’Adda ist eine Gemeinde mit 2128 Einwohnern (Stand 31. Dezember 2023) in der Provinz Lodi in der italienischen Region Lombardei.

## Geschichte
Bereits in römischer Zeit besiedelt, gehörte Cavenago d’Adda dem Bischof von Lodi (X. Jh.) und wurde später ein Lehen der Familie von Fissiraga (1297–1482), der Bocconi von Mozzanica und schließlich der Cavenaghi Clerici. Zur Gemeinde gehörte die Ortschaft Persia.
In der napoleonischen Ära (1809) wurde Cavenago Teil der Gemeinde Robecco. Der Ort wurde 1816 wieder selbständig.
Im Jahr 1863 übernahm Cavenago die offizielle Bezeichnung Cavenago d’Adda, um sich von Cavenago di Brianza zu unterscheiden.
Im Jahr 1869 wurden der Gemeinde Cavenago d’Adda mit den Gemeinden Caviaga und Soltarico zusammengefasst.
1937 wurde die Gemarkung Persia – ein Ort, der bis zu einer verheerenden Flut am rechten Ufer der Adda bestanden hatte – der Gemeinde Casaletto Ceredano zugeordnet.
Nach dem Zweiten Weltkrieg wurden in der Ortschaft Caviaga von AGIP wichtige Reserven von Erdgas entdeckt.

## Ortsteile
Im Gemeindegebiet liegen neben dem Hauptort die Fraktion Caviaga, sowie die Wohnplätze Muzza Piacentina und Soltarico.